# Roger la Honte (roman)
Pour les articles homonymes, voir Roger la Honte.
Roger la Honte est un roman écrit en 1886 par l'auteur Jules Mary. Il s'agit d'un mélodrame qui se déroule autour de la période de la Guerre franco-allemande de 1870. Cet ouvrage est celui par lequel l'auteur devint célèbre. De 1887 à 1889 il a publié une suite, La Revanche de Roger la Honte, qui fut publiée en deux parties.

## Synopsis
En juillet 1872, celui que l'on surnomme le père Larouette est assassiné dans sa villa de Ville-d'Avray. Tout accuse Roger Laroque. La femme et la fille de Roger Laroque ont été témoins du meurtre mais la mère fait promettre à la fillette qu'elle ne dira rien... Victoire, la nouvelle bonne, a entendu la mère et la fille au moment où elles reconnaissaient l'assassin et, lorsqu'elle est interrogée, elle dénonce son patron. C'est l'ami de Laroque, Lucien de Noirville, qui se charge de sa défense. Au cours du procès, il est établi que Laroque, victime d'un contexte économique difficile, avait contracté des dettes importantes qu'il avait, après avoir épuisé toutes les autres ressources - y compris un emprunt à un financier privé -, décidé de rembourser grâce à des gains au jeu. Ces dettes sont bien réelles mais, en fait, Laroque ne peut rembourser ce prêteur parce qu'il a avancé une somme à son ancienne maîtresse, ce qu'il ne peut pas dévoiler sans divulguer le nom de cette femme, chose contraire à l'honneur. En cour d'assises, coup de théâtre : alors qu'il défend Laroque, l'avocat reçoit un pli lui expliquant qu'il est en train de défendre l'ancien amant de sa femme! À la lecture du message, l'avocat est pris d'un malaise qui lui est fatal...

## Adaptations au cinéma
Plusieurs films furent tournés qui prenaient pour base ce roman :
- Roger la Honte, un film d'Adrien Caillard sorti en 1913 ;
- Roger la Honte, un film de Gaston Roudès sorti en 1933 ;
- Roger la Honte, un film d'André Cayatte sorti en 1946 ;
- Roger la Honte, un film de Riccardo Freda sorti en 1966.